# Tomb Raider Gold: Unfinished Business
Tomb Raider Gold: Unfinished Business é um complemento do primeiro jogo de computador e videogames da série Tomb Raider. Foi lançado no início de 1997.
| Tomb Raider Gold: Unfinished Business              | Tomb Raider Gold: Unfinished Business |
| -------------------------------------------------- | ------------------------------------- |
| Nome oficial:Tomb Raider Gold: Unfinished Business |                                       |
| Publicação:Eidos Interactive                       |                                       |
| Produtor:Core Design                               |                                       |
| Ano de lançamento: 1997                            |                                       |
| Categoria:Ação e aventura                          |                                       |
| País: Reino Unido                                  |                                       |
| Plataforma: PC                                     |                                       |

## História
Lara Croft resolve voltar ao Egito a fim de desvendar os mistérios que envolvem as estátuas de gatos, descobertas anteriormente por ela na sua aventura em busca do Scion em Tomb Raider. Além de sancionar estes mistérios, Lara decide exterminar de uma vez por todas os últimos alienígenas restantes do continente perdido de Atlântida, como o próprio nome já diz, Unfinished Business (Negócios Inacabados).

## Locais de exploração
Níveis:
- EGITO - Shadow of the Cat (Sombra do Gato)
  - Level 1: Return to Egypt (Retorno ao Egito)
  - Level 2: Temple of the Cat (Templo do Gato)
- ATLANTIS (Atlântida) - Unfinished Business (Negócios Inacabados)
  - Level 3: Atlantean Stronghold(Fortaleza de Atlântida)
  - Level 4: The Hive(A Colméia)

## Armas
- Pistolas
- Magnums
- Shotgun
- Uzis